# Клајд (Калифорнија)
Клајд (енгл. Clyde) насељено је место без административног статуса у америчкој савезној држави Калифорнија.

## Демографија
По попису из 2010. године број становника је 678, што је 16 (-2,3%) становника мање него 2000. године.
| Група             | 2000.       | 2010.       |
| Белци             | 530 (76,4%) | 471 (69,5%) |
| Афроамериканци    | 8 (1,2%)    | 11 (1,6%)   |
| Азијати           | 48 (6,9%)   | 58 (8,6%)   |
| Хиспаноамериканци | 79 (11,4%)  | 99 (14,6%)  |
| Укупно            | 694         | 678         |